# 팻 라이스
팻 라이스(영어: Pat Rice, MBE, 1949년 3월 17일 ~ )는 영국 북아일랜드의 축구 선수이자 코치로, 아스널 FC의 수석코치로 유명하다.
1996년 아스널의 감독대행으로 있다가, 같은 해 아르센 벵거 감독 취임 후 2012년까지 수석코치로 함께했다.
선수시절 포지션은 수비수였다. 아스널에서 1977년부터 1980년까지 주장을 맡는 등 활발히 활동했고, 그 뒤 왓퍼드 FC에서 4년간 있었다.

## 서훈
- 2013년 대영 제국 훈장 5등급(MBE) 수훈[1]